# 菲利普·貝拉瓦爾
菲利普·貝拉瓦爾（法語：Philippe Bélaval，法語發音：[filip belaval]；1955年8月21日—），出生於法國土魯斯，是一名法國高級公務員（法語：Haute fonction publique française），現職為法國文化部國家古蹟中心董事長。

## 生平介紹
菲利普·貝拉瓦爾就讀於法國国家行政学院取得學位，之後在圖盧茲政治研究所（法語：Institut d'études politiques de Toulouse）取得法學碩士學位，自1979年起進入最高行政法院擔任公務員，便開始了他的公務員生涯。

### 公職歷練
- 1979年-1993年：在國務委員會任職訴訟課和財務課的二級審計員
  - 1983年-1986年：成為预算部长亨利·埃馬努埃利（法語：Henri Emmanuelli）的預算技術顧問及科目經理
  - 1988年-1990年：擔任國務部長（法語：Ministre d'État）米歇爾·迪拉富爾（法語：Michel Durafour）的參謀長
- 1990年11月-1992年8月：擔任國立巴黎歌劇團總幹事，協助董事會主席皮埃爾·貝爾傑進行組織改造。
- 1994年-1998年：擔任法國國家圖書館（簡稱BnF）館長。
- 1998年7月-2000年：擔任國家檔案館（法語：Archives nationales）館長。[4]
- 2001年-2004年：擔任波爾多行政上訴法院（法語：Cour administrative d'appel de Bordeaux）院長。[5]
- 2004年-2008年：擔任凡爾賽行政上訴法院（法語：Cour administrative d'appel de Versailles）院長。[6]
- 2008年-2010年：法國最高行政法院院長
- 2009年：擔任文學藝術財產高級委員會（法語：Conseil supérieur de la propriété littéraire et artistique）主席。
- 2010年-2012年：擔任法國文化部遺產和建築總局（法語：Direction générale des Patrimoines et de l'Architecture）局長。
- 2012年6月29日起：擔任國家古蹟中心董事長，並於2015年、2018年再次被任命董事長。[7][8][9][10]

## 受封勳章
- 法國榮譽軍團勳章
- 法國國家功績勳章
- 藝術與文學勳章